# Chimbo
Chimbo – miasto w Ekwadorze, w prowincji Bolívar, siedziba kontonu Chimbo.